# Ямжжо-Юмцо
Ямджо-Юмцо або Ямджоюм-Цо — високогірне озеро в Тибеті.
Розташоване на висоті 4488 метрів між Гьянце і Лхасою. Протяжність — понад 73 кілометрів, площа — 621 км². Має 9 островів. Взимку озеро замерзає.
Ямджо-Юмцо — одне з чотирьох найшанованіших озер Тибету, навколо яких паломники здійснюють кору, ритуальний обхід. Колір озера постійно змінюється, вважається, що його неможливо побачити двічі. Тибет вважає озеро Ямджоюм-Цо талісманом Тибету.
Сьогодні озеро відвідують як паломники, так і туристи. На одному з островів знаходиться старий дзонг Педеа (Pede Dzong).
На іншому острові розташований знаменитий монастир Самдінь — єдиний в Тибеті монастир з настоятелькою жінкою. Під її початком проживає близько тридцяти ченців і черниць. У цьому монастирі жила Турчі Памо (Дорчже Пагмо) — єдина жінка лама в Тибеті.

Ямжжо-Юмцо
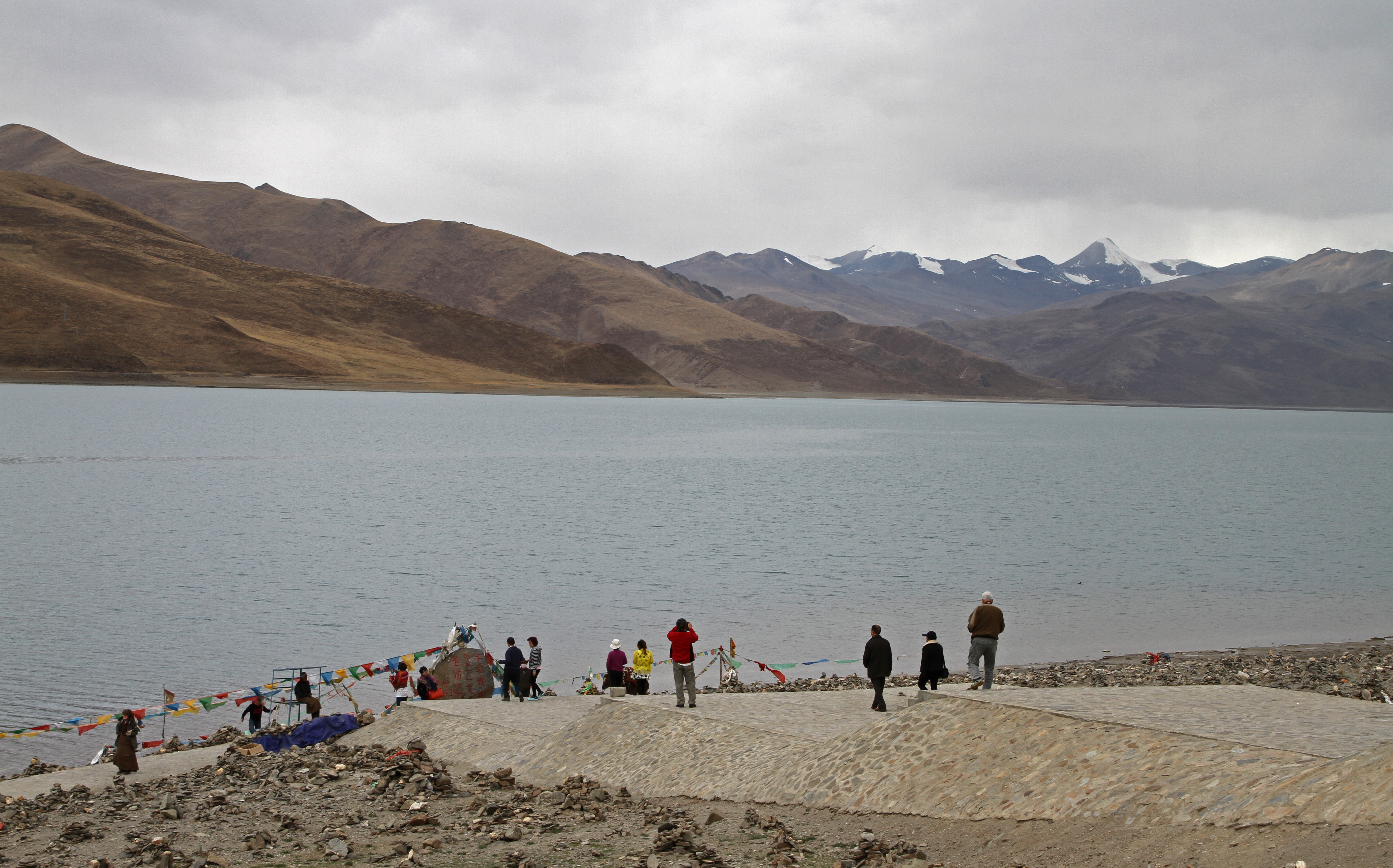
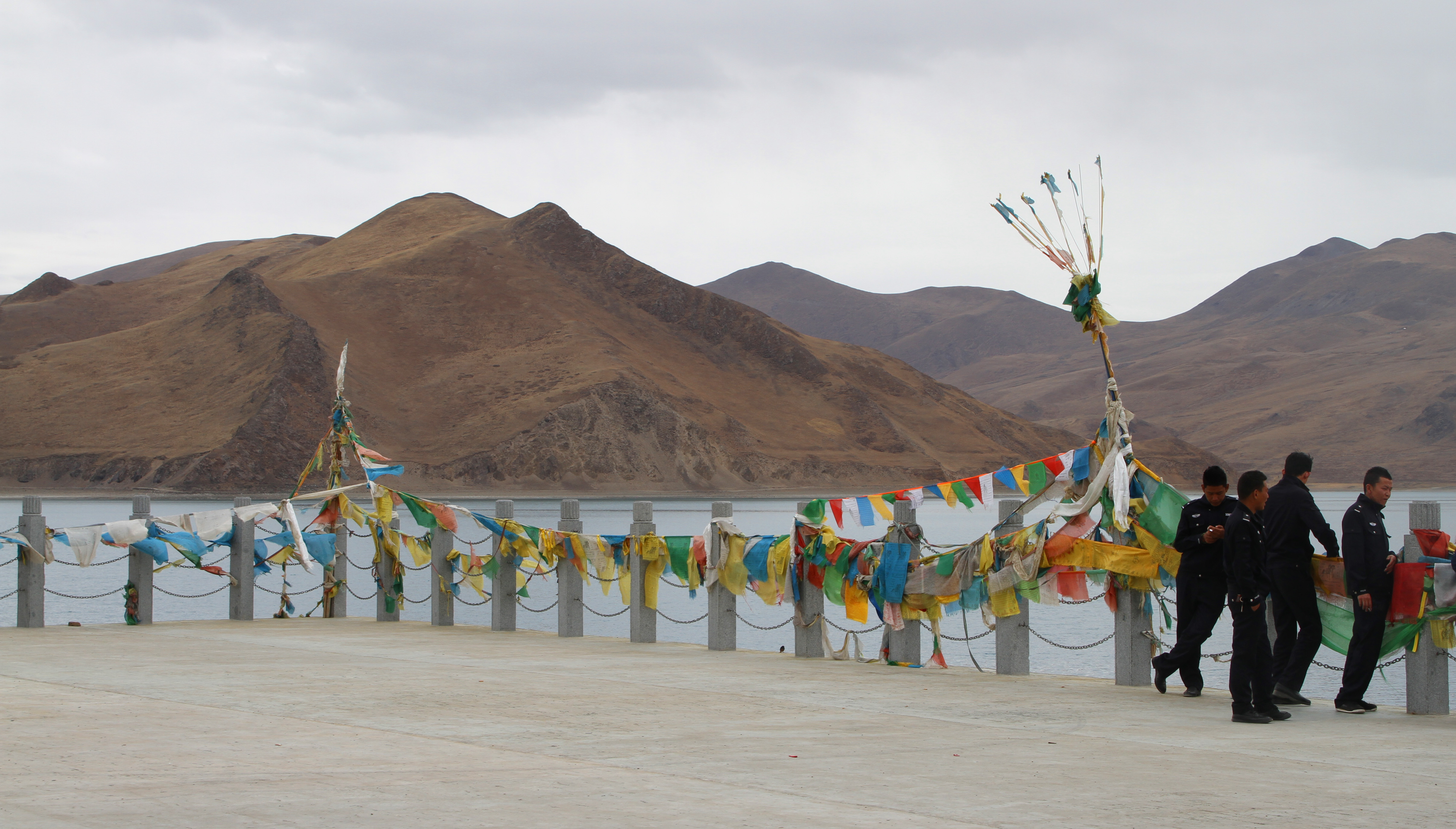
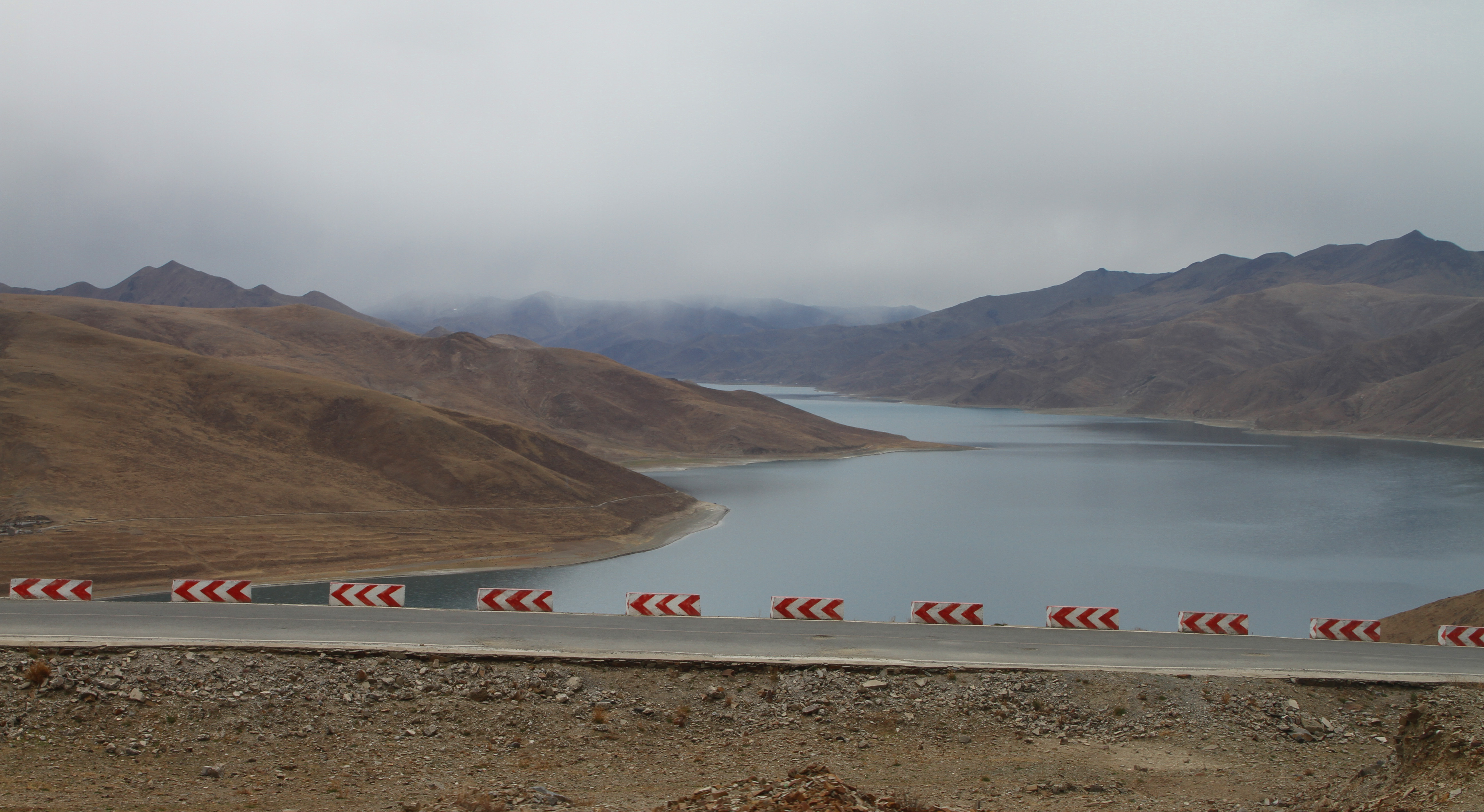
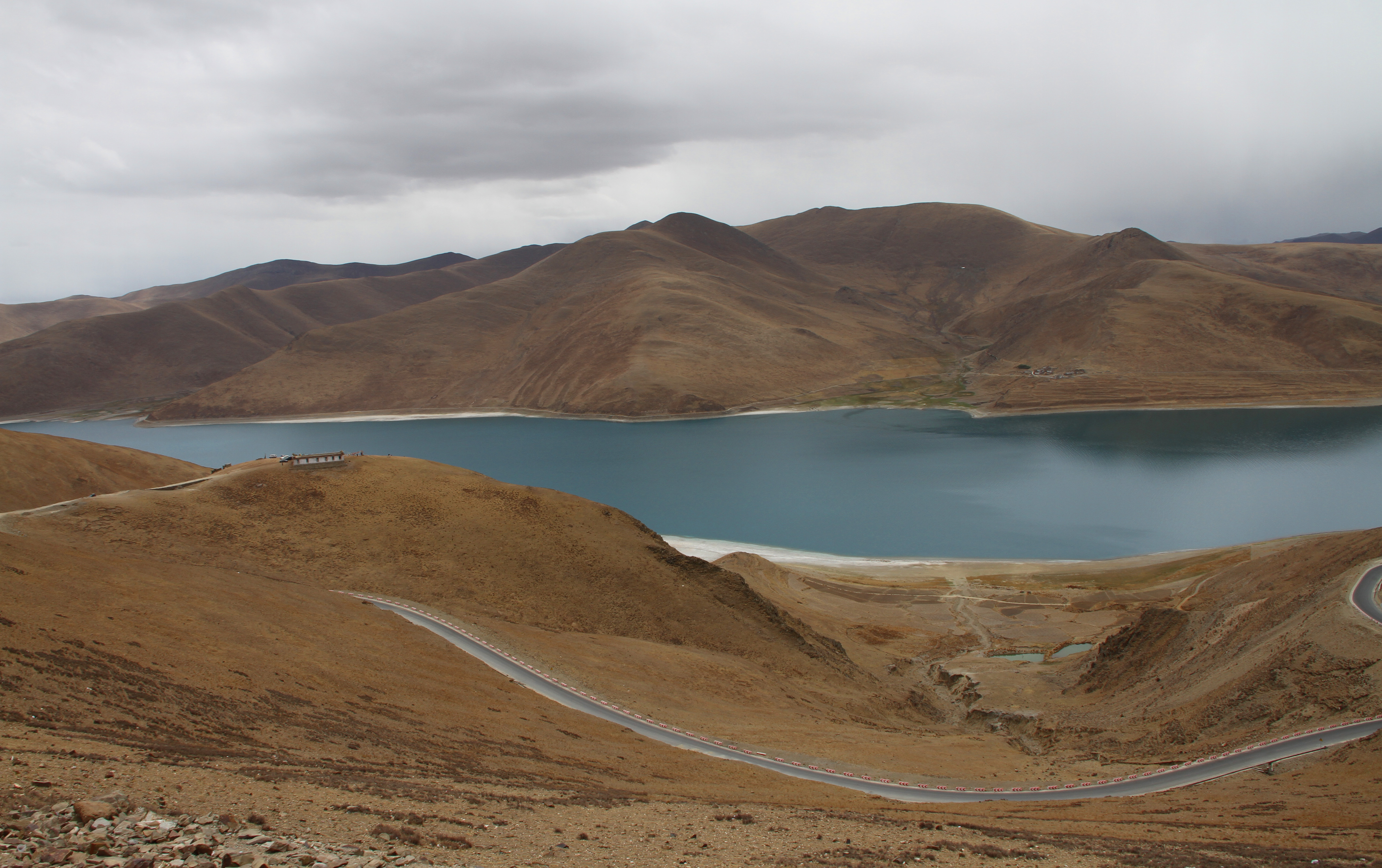
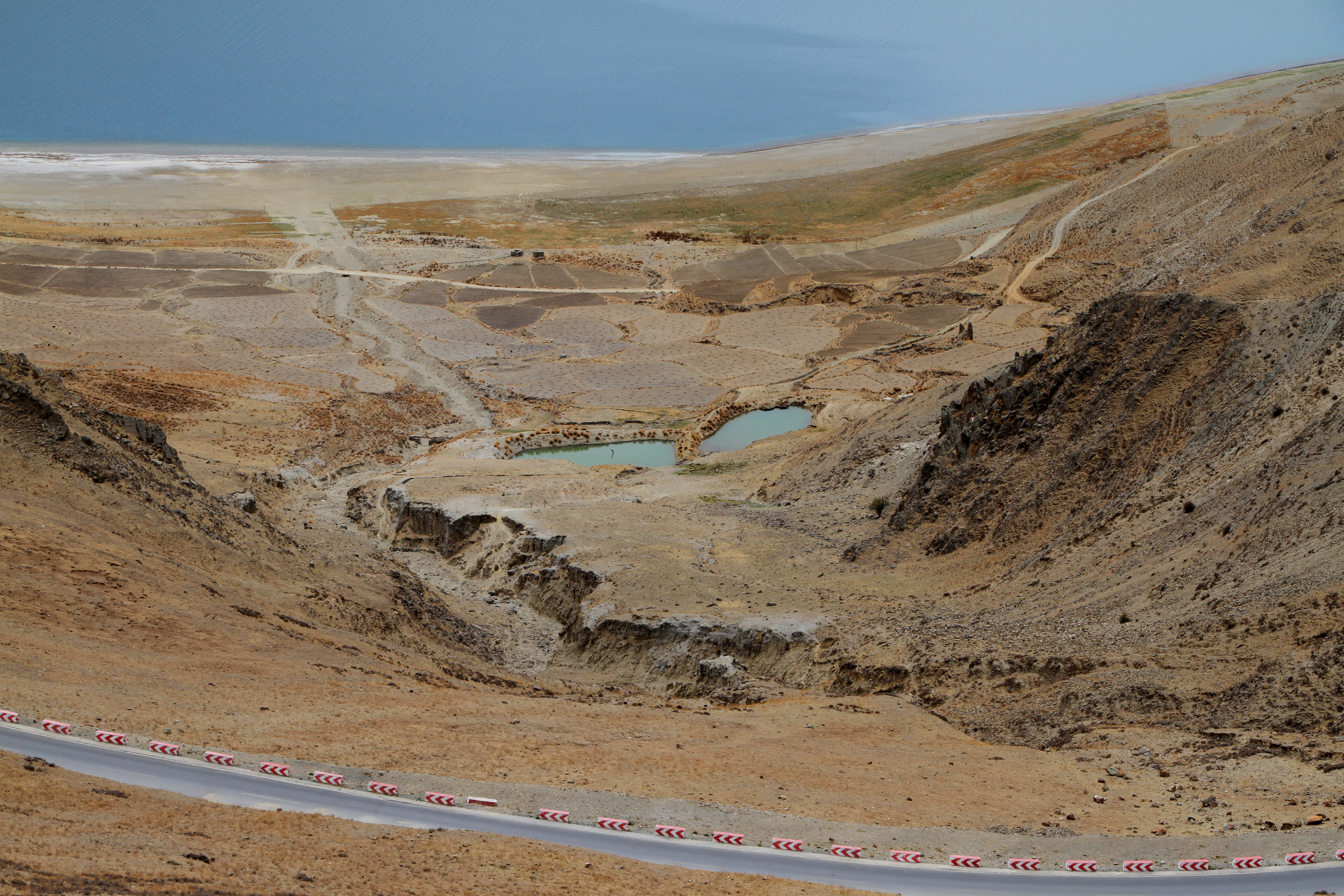